# 1409 Isko
1409 Isko este un asteroid din centura principală, descoperit pe 8 ianuarie 1937, de Karl Reinmuth.